# Chichigalpa
Chichigalpa là một khu tự quản thuộc tỉnh Chinandega, Nicaragua. Khu tự quản Chichigalpa có diện tích 223 ki lô mét vuông. Đến thời điểm năm 2005, huyện Chichigalpa có dân số 44769 người.